# Détroit de Jacques-Cartier

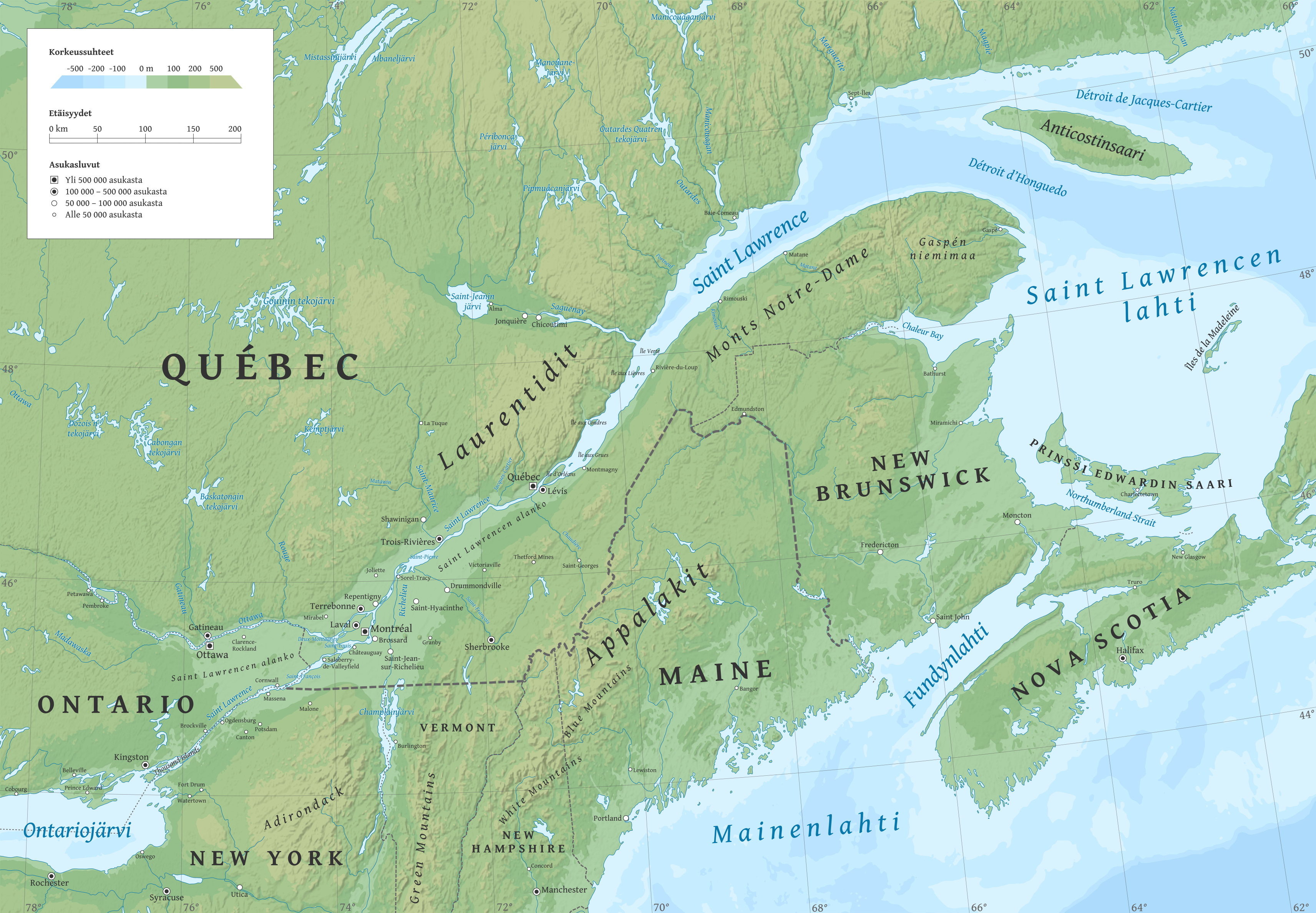
Détroit de Jacques-Cartier (widoczna na północ od Anticosti)

Détroit de Jacques-Cartier – cieśnina we wschodnim Quebecu w  oddzielająca wyspę Anticosti od półwyspy Labrador. Jest jedną z dwóch (obok Détroit d'Honguedo) dróg wodnych, którymi Rzeka Świętego Wawrzyńca omija wyspę Anticosti i jej estuarium łączy się z Zatoką Świętego Wawrzyńca. Jej szerokość w najwęższym miejscu wynosi ok. 35 km.
Cieśnina uzyskała współczesną nazwę w 1934 roku, w celu uczczenia czterechsetnej rocznicy pierwszej wyprawy Jacques'a Cartiera do Kanady. Wcześniej znana była również pod nazwami Détroit Saint-Pierre, Canal du Labrador oraz Passage Mingan.